# Bellebat
Bellebat es una comuna francesa situada en el departamento de Gironda, en la región de Nueva Aquitania.

## Demografía
| 77 | 98 | 89 | 122 | 134 | 143 | 323 |
| Para los censos de 1962 a 1999 la población legal corresponde a la población sin duplicidades (Fuente: INSEE [Consultar]) |    |    |     |     |     |     |